# Карабаево (Башкортостан)
Карабаево (баш. Ҡарабай) — деревня в Бураевском районе Республики Башкортостан Российской Федерации. Входит в состав Каинлыковского сельсовета.  

## География

### Географическое положение
Расстояние до:
- районного центра (Бураево): 23 км,
- центра сельсовета (Каинлыково): 4 км,
- ближайшей ж/д станции (Янаул): 91 км.

## Население
| 2002 | 2009 | 2010 |
| ---- | ---- | ---- |
| 320  | ↘295 | ↘239 |

Согласно переписи 2002 года, преобладающая национальность — башкиры (98 %).